# Ao Nang
Ao Nang (en tailandés: อ่าวนาง) es un punto central de la provincia costera de Krabi, Tailandia. La ciudad se compone fundamentalmente de una calle principal, que está dominada por restaurantes, bares, tiendas y el comercio de otro tipo para los turistas. La playa principal es utilizada por los bañistas, hasta cierto punto, pero hay cientos de barcos longtail que ofrecen acceso a otras playas en el continente y las islas cercanas. Ao Nang fue duramente castigado por el terremoto del océano Índico de 2004.

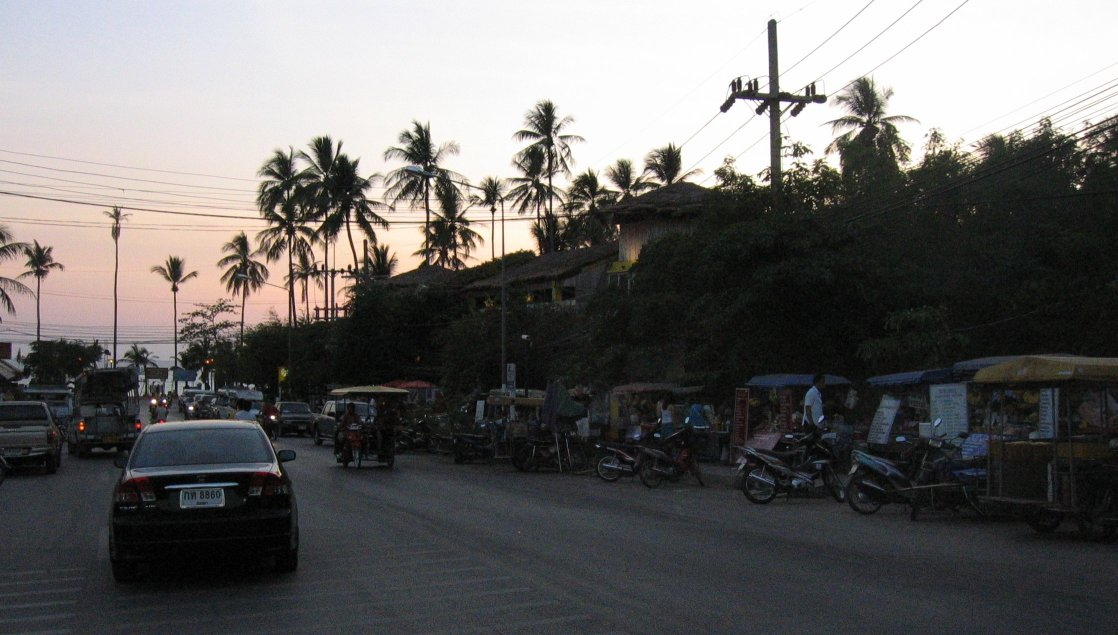
Calle principal de Ao Nang por la mañana

Hay una serie de centros de buceo, la mayoría de los cuales ofrecen cursos básicos de buceo. Las islas fuera de Ao Nang son relativamente de fácil acceso y con poca gente en comparación con muchos de los sitios de buceo en la isla Phi Phi. La escalada es otra actividad ampliamente disponible a través de centros en Ao Nang, aunque la mayoría de las subidas son en realidad en las áreas alrededor de la Railay, Tonsai y playas de Phra Nang.
La playa principal en Ao Nang es el principal punto de partida para los barcos a una serie de lugares, incluyendo el cercano complejo de Railay (o Rai Leh), que no se puede acceder por carretera: la isla de Poda y la isla Chicken.
Vida nocturna de Ao Nang son los centros en torno a tres áreas principales, que son conocidos localmente como "Centrepoint", "El Soi" y "Bambú Soi". Ambos Centrepoint (situado en la carretera de la playa principal) y el Soi (unos 200 metros de altura de la playa) contienen bares que ofrecen música a alto volumen y piscina gratis. La franja de bares a lo largo de Bambú Soi (unos 500 metros de altura de la playa) son un poco más tranquilo y hay buenas vistas del famoso acantilado de piedra caliza de Ao Nang.
- Wikimedia Commons alberga una categoría multimedia sobre Ao Nang.

- Datos: Q375819
- Multimedia: Ao Nang / Q375819